# サセックス・ストリート (ケンブリッジ)

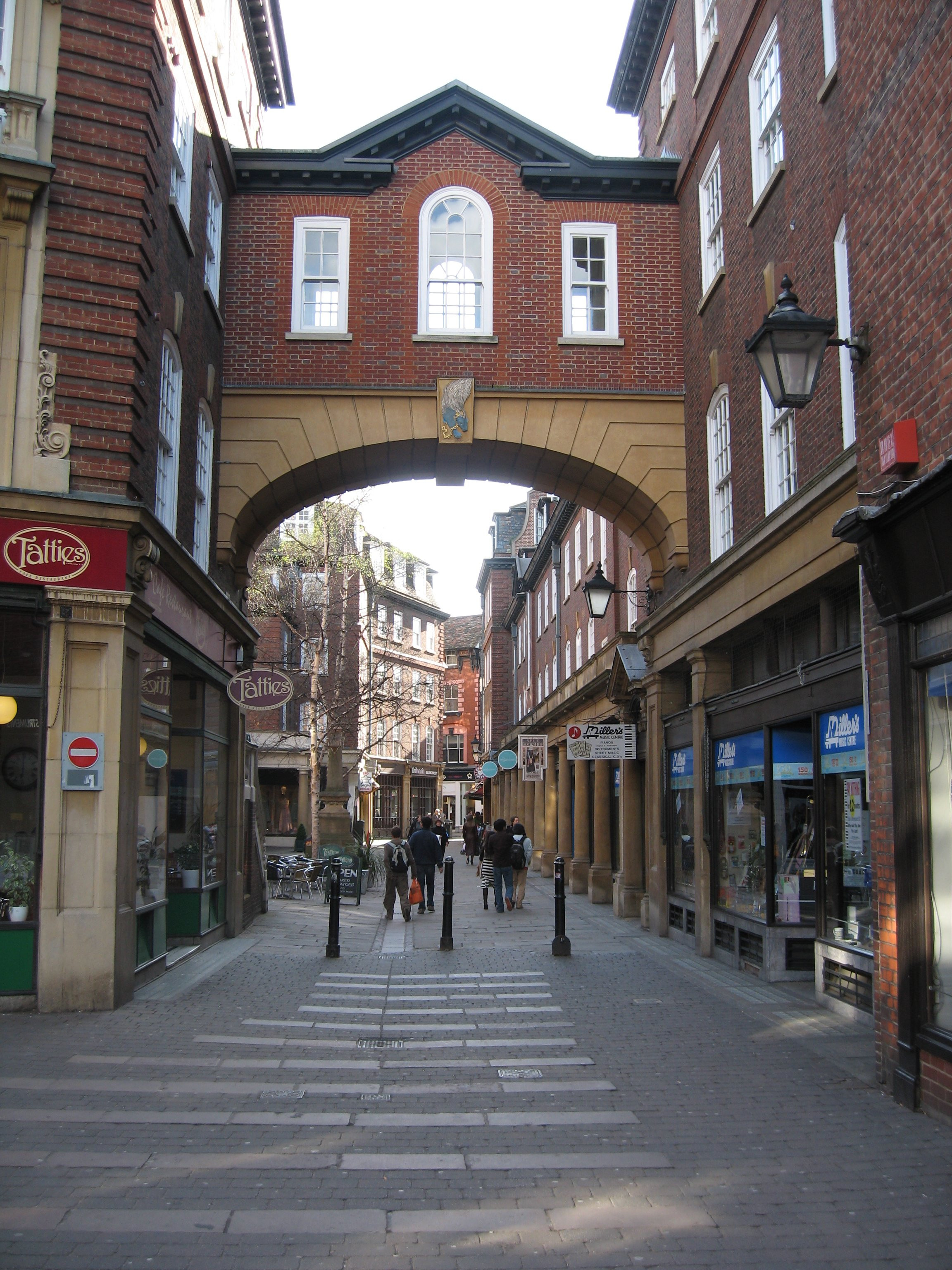
キング・ストリートとホブソン・ストリートの接合部から南西に、遠くシドニー・ストリートの方向にサセックス・ストリートを望む。

サセックス・ストリート (Sussex Street) は、イングランド、ケンブリッジの中心市街地にある歩行者専用の商店街。この通りは、南西端のシドニー・ストリートから、北東端のキング・ストリートとホブソン・ストリートまで続いている。
この通りの北側には、シドニー・ストリートに面して、ケンブリッジ大学のシドニー・サセックス・カレッジがある。南側には、この通りと並行してホブソンズ・パッセージ (Hobson's Passage) と称される小径が通っている。シドニー・ストリートと接する角には、指定建造物 (listed building) のグレード2に指定されている高くて目立つ建物モンタギュー・ハウス (Montagu House) がある。通りの上には、両側の建物をつなぐ屋根付橋が架かっている。
この通りは、1920年代から1930年代にかけて設計された。ジョージアン様式の建造物であり、建築史家のサー・ニコラウス・ペヴズナーは、「ケンブリッジにおける戦前の都市計画の最高傑作 (best piece of pre-war urban planning at Cambridge」と評している。通りの線形は、もともとは中世以前に遡るものである。しかし、現在の通りに面した建物群は、シドニー・サセックス・カレッジのために計画的な複合用途開発がなされたものであり、第二次世界大戦直前の1928年から1939年にかけて建設されたものである。